# Liman de Molotchnyi
Le liman de Molotchnyi ou estuaire de Molotchnyi, ukrainien : Молочний лиман, Molotchnyy lyman, est un liman d'Ukraine situé en bordure de la mer Noire dont il est séparé par un cordon littoral qui se prolonge par la flèche de Fedotov. Il se trouve au sud de Melitopol, alimenté par la Molotchna. Les villes de Hirsivka, Kyrylivka et Okhrimivka se trouvent sur son rivage. Il est  inscrit au Registre national des monuments immeubles d'Ukraine

Paysages du liman de Molotchnyi
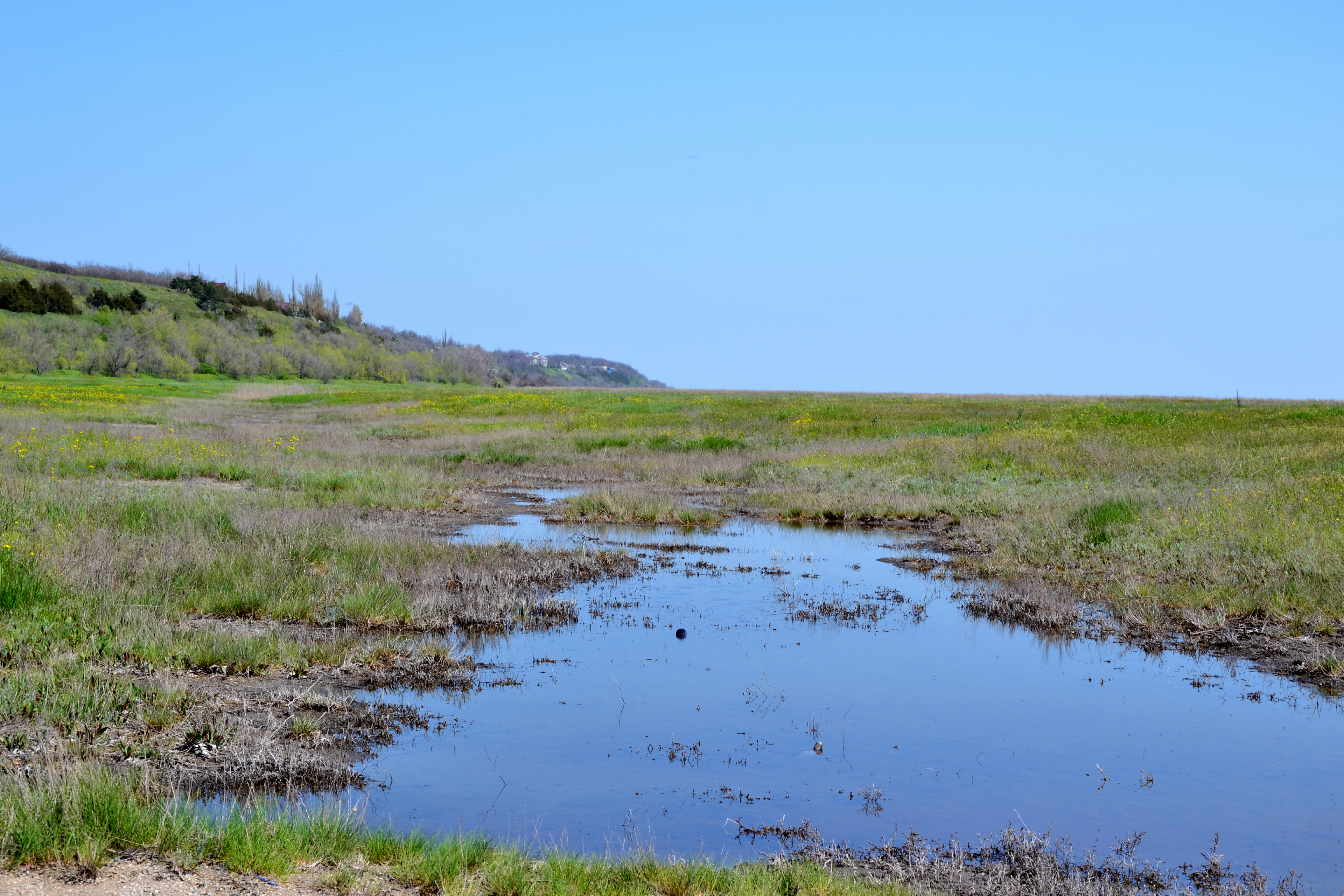
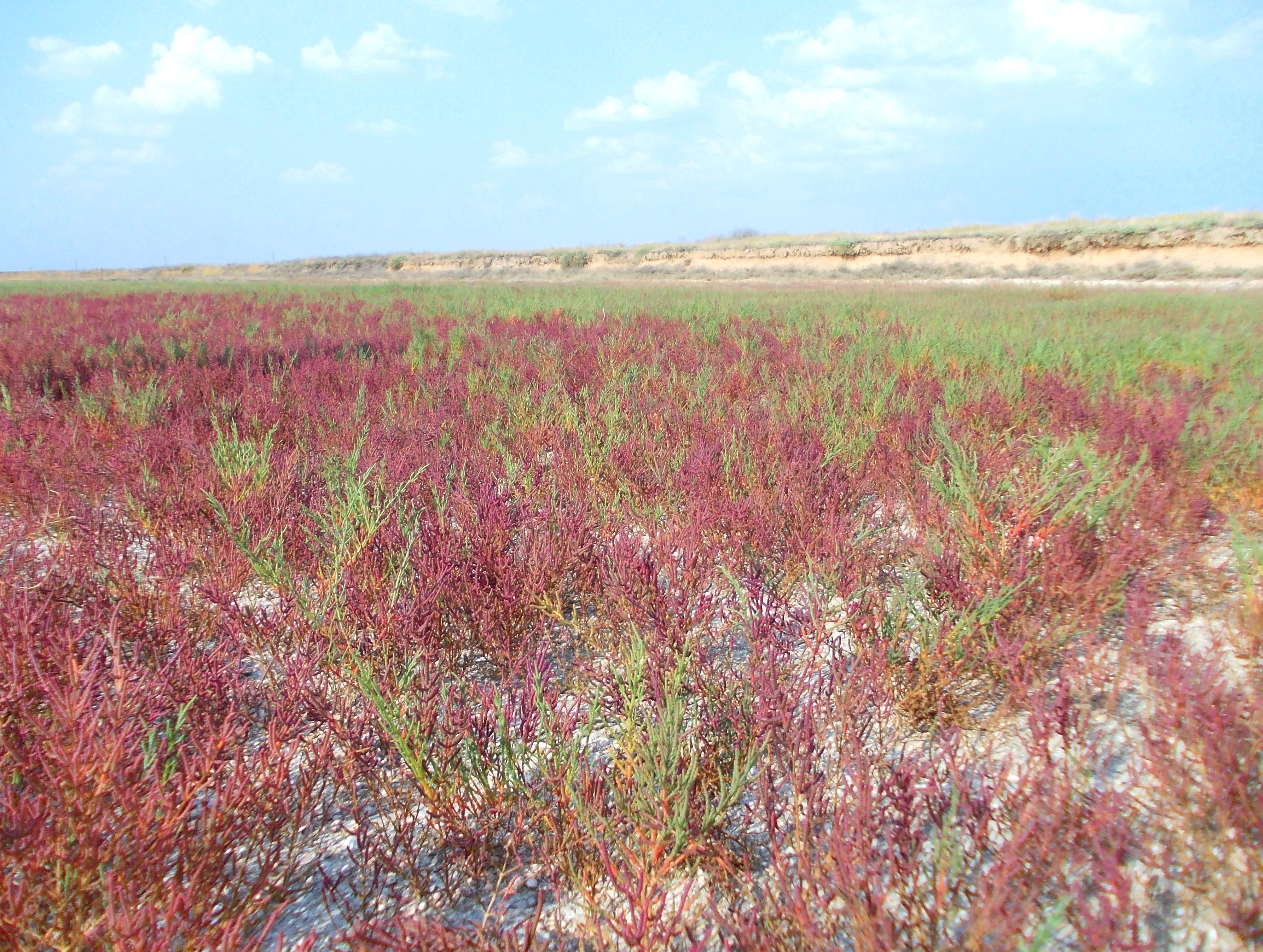
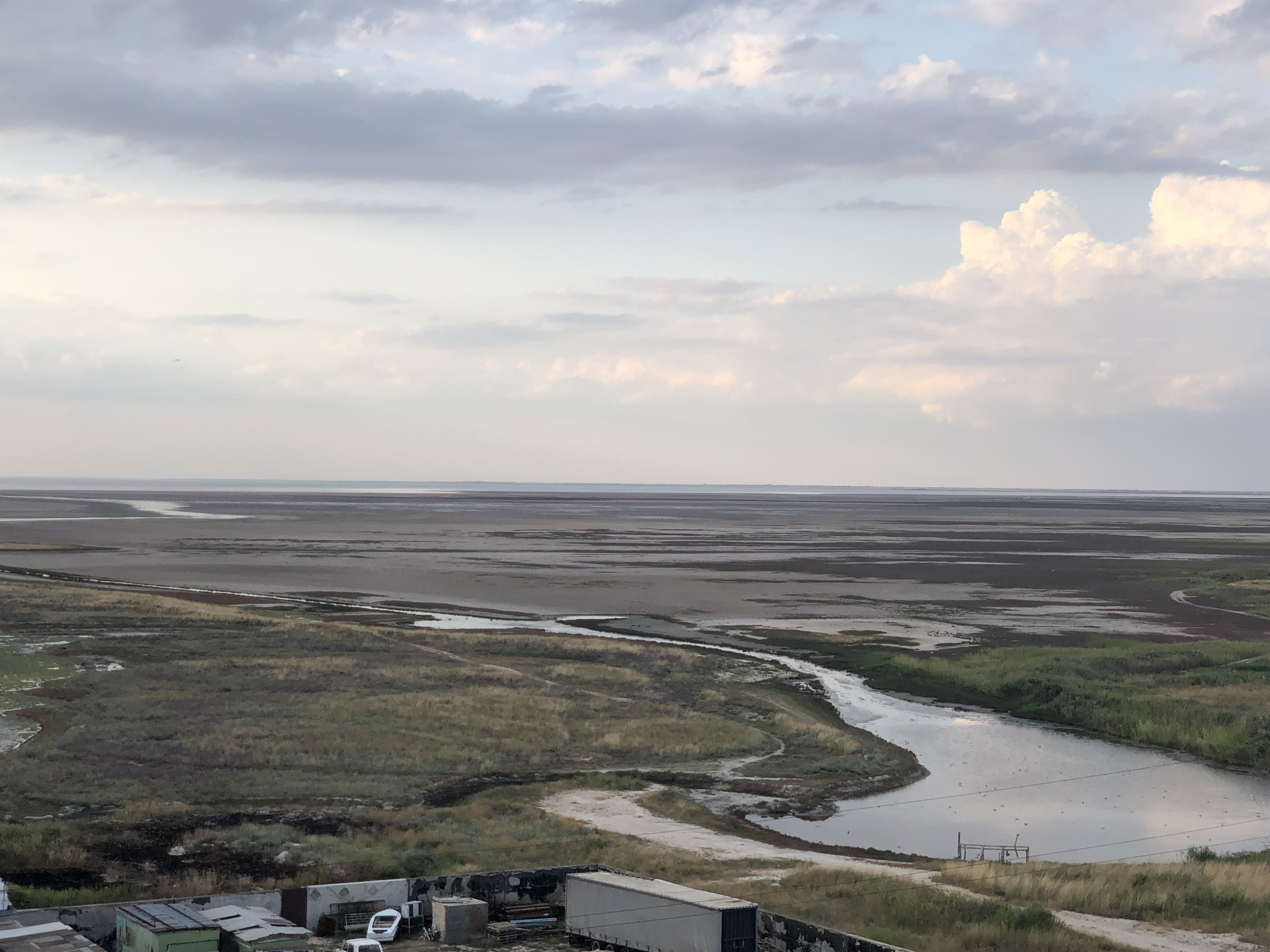